# Chikka Tholur, Somvarpet
Chikka Tholur là một làng thuộc tehsil Somvarpet, huyện Kodagu, bang Karnataka, Ấn Độ.